# Cant dels partisans
Le chant des partisans (cant dels partisans) o chant de la libération (cant de l'alliberament) fou l'himne de la Resistència Francesa durant l'ocupació nazi durant la Segona Guerra Mundial. La música i la lletra foren compostes en 1943 per Anna Marly, d'origen rus i refugiada a Londres. La lletra fou traduïda al francès el mateix any per Joseph Kessel i el seu nebot Maurice Druon que acabaven d'unir-se a les Forces de la França Lliure de de Gaulle.
Durant la guerra, l'emissora britànica BBC radiava dues vegades al dia la música d'aquesta cançó, a manera de sintonia. Per tal de superar les interferències radiofòniques causades pels alemanys, es va descobrir que, xiulada, la música superava les interferències i seguia sent audible. Després de la guerra, Yves Montand en va gravar una versió que arriba a ser molt coneguda a tot el món.
Va estar a punt convertir-se en l'himne nacional de Corea del Sud.

## Lletra
| « | De forêt en forêt / La route longe / Le précipice Et loin tout là-haut / Quelque part vogue la lune / Qui se hâte Nous irons là-bas / Où ne pénètre ni le corbeau / Ni la bête sauvage Personne, aucune force / Ne nous soumettra / Ne nous chassera Vengeurs du peuple / Nous mettrons en pièces / La force mauvaise Dût le vent de la liberté / Recouvrir / Aussi notre tombe… Nous irons là-bas / Et nous détruirons / Les réseaux ennemis Qu'ils le sachent, nos enfants / Combien d'entre nous sont tombés / Pour la liberté ! | » |